# Mario Romero
Mario Romero (Las Cejas, provincia de Tucumán, Argentina, 15 de febrero de 1943 - Tucumán, 28 de junio de 1998) fue un poeta, dramaturgo y traductor argentino.
Desde 1980 hasta poco antes de su muerte vivió en Estocolmo, Suecia, donde había arribado como refugiado político. Ha sido traducido al inglés, francés, finlandés, italiano, portugués y sueco.

## Obra
Poesía
- Las señales. Editorial Monopolo, Tucumán, 1973.
- Pintura ciega. Editorial Estaciones, Madrid, 1982.
- La otra lanza. Editorial Siesta, Estocolmo, 1983.
- La última mejilla. Editorial Tierra Firme, Buenos Aires, 1988.
- Tinta roja sobre tinta negra. Editorial Orions, Estocolmo, 1997.
- Vieja pared. Florida Blanca, Buenos Aires, 1998.

Traducciones del sueco al castellano
- Detrás de las máscaras. (teatro) de Eva Stenvång.
- La nueva poesía sueca, (en colaboración con Roberto Mascaró).
- Cuando despunta el alba”,(teatro) de Birgitta Edberg.
- Francisco, querido, ¿dónde te has metido? (,narración para niños) de Staffan Westerberg.

Dramaturgia
- La luna llena y el sol vacío, en co -autoría con Christian Kupchik.
- Versión libre del lazarillo de Tormes, en conjunto con Manuel Martínez Novillo.
- Por la huella, compadre.

Antologías
- Nueva poesía argentina de Leopoldo Castilla, Editorial Hiperión, Madrid, 1987.
- A palabra nomade de Santiago Kovadloff, Editorial Iluminarias, San Pablo.
- L’arbre á peroles. Bruselas, Bélgica, 1985.
- 50 poetas latinoamericanos en Escandinavia de Juan Cameron, Ediciones Liberación, Malmoe, 1990.
- Hundra dikter av hundra diktare med utländska rötter. Invandrarnas kulturcentrum (IKC), Estocolmo, 1990.
- Världen i Sverige de Madelaine Grive y Mehmed Uzun, Editorial En Bok för Alla, Estocolmo, Suecia, 1995.

Inédito
- Novela: Alias Minotauro.

- Datos: Q6764934